# Philippe Russo
Pour les articles homonymes, voir Russo.
Philippe Russo, né le 4 octobre 1961, est un chanteur et directeur artistique français, auteur-compositeur du succès ̥Magie Noire, classé 10e au Top 50 en mars 1987.
Après avoir été chanteur puis guitariste, notamment de Marc Lavoine avec qui il a fait plus de 200 concerts, il a enchaîné sur 20 ans de carrière comme directeur Artistique chez Sony Music où il a travaillé avec de nombreux artistes comme Laurent Voulzy, Patrick Bruel, Jacques Dutronc, Michel Legrand et Natalie Dessay, Hubert Félix Thiefaine, Patrick Fiori, Hélène Ségara, Amel Bent et la plupart des gagnants de l'émission de M6 La nouvelle Star... 
C'est notamment grâce au succès de l'album Americana qu'il a enregistré à Nashville avec Roch Voisine que Sylvie Vartan et son mari le producteur américain Tony Scotti le choisissent sur les conseils de Sony Music pour organiser l'enregistrement de l'album Sylvie in Nashville. 
C'est également pour cette expertise et sa connaissance de la musique country que Michel Mallory le choisit, sur les conseils de Sylvie Vartan et Tony Scotti, pour assurer la direction musicale des spectacles de Jean-Baptiste Guegan et pour organiser et co-réaliser son 1er album Puisque c'est écrit à Nashville avec le succès que l'on connaît (plus de 300 000 ex vendus) et qui l'a conduit à co-réaliser son 2ème album Rester le même.

## Discographie
| Année | face A / face B                          | Label                |
| 1986  | Magie noire / Mr. Gossen - #10 in France | EMI France           |
| 1987  | En Pleine Lumière / La muraille de Chine | EMI France           |
| 1988  | Corps et Âme / Les terrasses             | EMI France           |
| 1989  | Emmenez-moi / Miss Lester                | EMI France           |
| 1991  | Change pas / Envies douces               | Flarenasch / Carrère |
| 1992  | Les garçons s'envolent / Change pas      | Flarenasch / Carrère |